# Tanaecia appiades
Tanaecia appiades är en fjärilsart som beskrevs av Ménétriés 1857. Tanaecia appiades ingår i släktet Tanaecia och familjen praktfjärilar. Inga underarter finns listade i Catalogue of Life.